# Herington
Herington is een plaats (city) in de Amerikaanse staat Kansas, en valt bestuurlijk gezien onder Dickinson County en Morris County.

## Demografie
Bij de volkstelling in 2000 werd het aantal inwoners vastgesteld op 2563.
In 2006 is het aantal inwoners door het United States Census Bureau geschat op 2475, een daling van 88 (-3,4%).

## Geografie
Volgens het United States Census Bureau beslaat de plaats een oppervlakte van
5,5 km², geheel bestaande uit land. Herington ligt op ongeveer 395 m boven zeeniveau.

## Plaatsen in de nabije omgeving
De onderstaande figuur toont nabijgelegen plaatsen in een straal van 16 km rond Herington.